# Церква Собору Івана Хрестителя (Іванівка)
Церква Собору Івана Хрестителя в Іванівці — парафія і храм греко-католицької громади Підволочиського деканату Тернопільсько-Зборівської архієпархії Української греко-католицької церкви в селі Іванівка Тернопільського району Тернопільської области. Пам'ятка архітектури місцевого значення.

## Історія церкви
До 1946 року в селі функціонувала греко-католицька парафія. На місці, де зараз пасіка, раніше стояла стара дерев'яна церква. Згодом польські землевласники почали будувати новий храм, який зберігся до наших днів. Його називали «Дім Божий», який відвідували як поляки, так і українці. Для поляків-римо-католиків там був окремий вівтар, на місці якого зараз знаходиться образ Пречистої Діви Марії.
Власний храм місцеві греко-католики збудували ще в 1827 році.
У першій половині 1990 року більшість громади повернулася до УГКЦ.
24 січня 1993 року парафію відвідав владика Михаїл Сабрига. У лютому 2011 року єпископ Василій Семенюк передав для парафії мощі святого Івана Хрестителя.
На парафії діють такі спільноти:
- Вівтарна дружина
- Марійська дружина
- Братство «Апостольство молитви»

## Парохи
- о. Григорій Заруцький (1832—1841),
- о. Іван Пацлавський (1841—1894),
- о. Володимир Вінярський (1902—1940),
- о. Іван Луб'янецький (1940—1941),
- о. Іван Задорожний (1941—1944),
- о. Микола Шаварин (1944—1945),
- о. Іван Луб'янецький (1945—1950),
- о. Тарас Чернявський (1950—1966),
- о. Тарас Широкий (1966—1968),
- о. Анатолій Барчук (1968—1988),
- о. Григорій Карпець (1988—1990),
- о. Михайло Валійон (1990—1998),
- о. Іван Козар (з 1998).